# Cinzia Massironi
Cinzia Massironi (Legnano, 11 settembre 1966) è una doppiatrice e attrice italiana.

## Biografia
Doppiatrice attiva negli studi di Milano, tra i vari personaggi dei cartoni animati o degli anime cui ha prestato la voce ci sono Lady Kale in Starla e le sette gemme del mistero, Delia Ketchum in Pokémon, Ilenia in Sailor Moon, Laura e Videl in Dragon Ball, Maggie in È un po' magia per Terry e Maggie, Caska in Berserk, Comet in Gira il mondo principessa stellare. Inoltre, la Massironi dà la voce anche a personaggi maschili bambini, come Mitsuhiko Tsuburaya in Detective Conan.
Tra le attrici doppiate c'è Rebecca De Mornay nella miniserie Shining. Nel 2008 recita nel primo episodio del film di Aldo, Giovanni e Giacomo, Il cosmo sul comò, per la regia di Marcello Cesena, nei panni della moglie di Giacomo. Si tratta della seconda collaborazione con il trio comico, otto anni dopo Chiedimi se sono felice, nel cui cast figura anche la cugina Marina Massironi.
Nel campo dei videogiochi ha prestato la voce a Wonder Woman, a Kitana di Mortal Kombat vs DC Universe, a Maya di Il Mio Coach di Fitness: Sempre in Forma, a Luke e Flora della serie Professor Layton, a Lachesi di God of War II. Inoltre è sua la voce della versione femminile del comandante Shepard nei primi tre giochi della saga di Mass Effect.
È socia dell'ADAP (Associazione Doppiatori Attori Pubblicitari).

## Filmografia
- Chiedimi se sono felice, regia di Aldo, Giovanni e Giacomo e Massimo Venier (2000)
- Il cosmo sul comò, regia di Marcello Cesena (2008)

## Doppiaggio

### Cinema
- Gwendolyn Briley-Strand in My One and Only
- María Lanau in REC
- Sushma Seth in Palay Khan
- Elise Larnicol in Lolo - Giù le mani da mia madre
- Glenne Headly in La banda del porno - Dilettanti allo sbaraglio![3]
- Jacqueline Steiger in Dennis colpisce ancora[4]
- Veronica Cartwright in Il richiamo della foresta 3D[5]
- Belén Rueda in Con gli occhi dell’assassino[6]
- Hye-jeong Kang in Three... Extremes[7]

### Serie televisive
- Jacqueline Hill in Doctor Who
- Tylor Chase in Ned - Scuola di sopravvivenza
- Mindy Sterling in iCarly
- Susan Chuang in Victorious
- Sonia Pizarro in Operation Repo - La gang dell'auto
- Maia Landaburu in Chica vampiro
- Oda Spelbos in Flikken - Coppia in giallo
- Itziar Castro in Vis a vis - Il prezzo del riscatto, Vis a vis: El Oasis
- Elana Nep in Edgemont
- Rebecca De Mornay in Shining
- Jessica Zucha in Barney

### Film TV
- Ellie Harvie in Holiday Heist - Mamma, ho visto un fantasma

### Animazione
- Ruko Tatase La clinica dell'amore
- Pig-Pen ne Un grandissimo compleanno, Charlie Brown[8]
- Integra Hellsing in Hellsing Ultimate
- Dan Kuso bambino in Bakugan - Battle Brawle
- Laura in Dragon Ball, Dragon Ball - La bella addormentata a Castel Demonio (ridoppiaggio), Dragon Ball - Il torneo di Miifan (ridoppiaggio), Dragon Ball Z
- Videl in Dragon Ball Z, Dragon Ball Z - Sfida alla leggenda (ridoppiaggio), Dragon Ball Z - Il diabolico guerriero degli inferi (ridoppiaggio), Dragon Ball Z - L'eroe del pianeta Conuts (ridoppiaggio), Dragon Ball GT, Dragon Ball Super, Dragon Ball Super: Super Hero[9]
- Gil in Dragon Ball GT
- Vegeta bambino in Dragon Ball Super
- Daichi in Beyblade G-Revolution
- Chun Lee in Beyblade Metal Master
- Umi Ryuzaki in Magic Knight Rayearth, Rayearth - Il sogno di Emeraude (2° doppiaggio)
- Sakura Hanasaki/Celeste in Wedding Peach - I tanti segreti di un cuore innamorato, Wedding Peach DX
- Syaoran Li in Card Captor Sakura
- A-ko in Project A-ko
- Acroseta in DanDaDan (ediz. Crunchyroll)
- Laila e Hana in Zatch Bell!
- Comet in Gira il mondo principessa stellare
- George e Peggy in Rossana
- Gina in Topo Gigio
- Amy Chen in Timesplitters future perfect[10]
- Cowpatra in Quella strana fattoria
- Crystal Winter in Ever After High
- Mitsuhiko Tsuburaya (ep. 1-21, 38-51, 133+), Yoko Okino (ep. 440+), Midori Kuriyama (ep. 514-580), Tomoko Suzuki in Detective Conan
- Clancy Kanuka in Patlabor
- Nikora in Mermaid Melody - Principesse sirene
- Sasuke Uchiha bambino e Haku in Naruto, Naruto Shippuden
- Yubel in Yu-Gi-Oh! GX
- Paninya in Fullmetal Alchemist, Fullmetal Alchemist: Brotherhood
- Olivier Milla Armstrong in Fullmetal Alchemist: Brotherhood
- Miranda in Fullmetal Alchemist - La sacra stella di Milos
- Tata Susina in Il piccolo regno di Ben e Holly (stagione 1, primo doppiaggio)
- Baby Cavolino in Peppa Pig
- Voci varie in Bubble Guppies - Un tuffo nel blu e impari di più
- Kim in Supermodels
- Ruby in Trollz
- Ilenia in Sailor Moon
- Sailor Cuore Di Ferro in Sailor Moon Sailor Stars
- Eris in Barbie e l'avventura nell'oceano, Barbie e l'avventura nell'oceano 2
- Gilda in My Little Pony - L'amicizia è magica
- Kyubi e Insomnia in Yo-kai Watch
- Zoey in Pokémon Diamante e Perla
- Coniglio in Franklin and Friends[11]
- Dingo in Kulipari: L'esercito delle rane
- Miss Doublefinger in One Piece
- Delia Ketchum nelle serie di Pokémon
- Poliziotta in Dr. Slump[12] (2º doppiaggio, serie 1980/86)
- Kiseki in Shugo Chara - La magia del cuore
- Caska in Berserk
- Aldo ne Le storie di Anna[13]
- Mew Fumizuki in Hyper Doll
- Crooler in LEGO Legends of Chima
- Sammy "Squid" Dullard in Rocket Power - E la sfida continua...
- Myrtle in A casa dei Loud
- Mozart in Mille note in allegria con la Mozart Band
- Kozue Kaoru in La rivoluzione di Utena
- Semiramide e Roche Frain Yggdmillenia in Fate/Apocrypha
- Carotina in Carotina Super Bip (episodio pilota)
- Zip in Trulli Tales[14]
- Barbaforte in Barbapapà (secondo doppiaggio)[15]
- Susan "Mandark" Astronomonov in Il laboratorio di Dexter
- Pam in PopPixie
- Bessie Higgenbottom in La Grande B!
- Desiree in Danny Phantom
- Budino in Kid-E-Cats - Dolci gattini
- Holly Yeiston in Le Fantastiche Avventure del Wayne
- Hana Asakura in Shaman King
- Popo in Mouk
- Shinobu Miyake in Lamù (OAV)
- madre di Shinobu in Lamù (2022)
- Francescka Mila Rose in Bleach
- Maya Natsume in Inferno e paradiso
- Bonnie in Saving Bikini Bottom

### Videogiochi
- Yasmin e Alex in The Getaway[16]
- Ember, Fiamma, Zoe, Blinky e Mamma in Spyro: A Hero's Tail[17]
- Mike Teavee ne La fabbrica di cioccolato[18]
- Fiona in Shrek 2[19]
- Catwoman e Talia al Ghul in Batman: Arkham City[20], Batman: Arkham Knight
- Lily in Vampire: The Masquerade - Redemption
- Carla Valenti in Fahrenheit[21]
- Comandante Shepard (versione femminile) nella saga di Mass Effect
- Talwyn Apogee in Ratchet & Clank: Armi di distruzione, Ratchet & Clank: Alla ricerca del tesoro
- Luke Triton nella saga del Professor Layton
- Diane McClintock in BioShock[22]
- Nina Carnegie in BioShock 2[23]
- Rolf e Ashera in Fire Emblem: Radiant Dawn
- Lachesi in God of War II[24]
- Nikki in Need for Speed: Carbon
- Michelle Chiang in Jet Li: Rise to Honour[25]
- Emily Kaldwin in Dishonored[26]
- Ingrid Hunnigan in Resident Evil 6[27]
- Aki in Ape Escape 3[28]
- Samantha Maxis in Call of Duty: World at War, Call of Duty: Black Ops, Call of Duty: Black Ops II, Call of Duty: Black Ops III[29]
- Tess in Jak II: Renegade[30], Jak 3[31]
- Amelia in Borderlands: The Pre-Sequel[32]
- Giunone in Assassin's Creed: Brotherhood[33], Assassin's Creed: Revelations, Assassin's Creed III[34],  Assassin's Creed IV: Black Flag[35], Assassin's Creed: Unity[36], Assassin's Creed: Rogue[37] e Assassin's Creed: Syndicate[38]
- Arno (da bambino) in Assassin's Creed: Unity[36] e Assassin's Creed: Rogue[37]
- Zoë Maya Castillo in Dreamfall: The Longest Journey[39]
- Sarah Flores in Alone in the Dark[40]
- Rhonda Kreske in Dead Rising 3[41]
- Hermione Granger in Harry Potter e i Doni della Morte: Parte 1[42], Harry Potter e i Doni della Morte: Parte 2[43]
- Penny e 9-Volt in WarioWare Gold,[44] WarioWare: Get It Together!,[45] WarioWare: Move It![46]
- Assistente del GRE e La Madre in Dying Light[47]
- Patty Hearst in A caccia di umani! Big Willy alla riscossa[48]
- Mary Jane Watson in Spider-Man: Il regno delle ombre[49], Spider-Man 3[50] e Ultimate Spider-Man[51]
- Betty Brant e personaggi minori in Spider-Man 2[52] e Spider-Man 3[50]
- Luogotenente Vega in Act of War: Direct Action[53]
- Formica regina, capo infermiere e formichine in Ant Bully - Una vita da formica[54]
- Replay in Arthur e la vendetta di Maltazard[55]
- Jeanne in Assassin's Creed III: Liberation[56]
- Sarah, Reina e Voce narrante in Aura II: Gli anelli sacri[57]
- Fiore di Prato in Brave - Alla ricerca di Spirito Danzante[58]
- Aiuto da casa in Chi vuol essere milionario? - Seconda edizione[59]
- Sophie Neveu in Il codice da Vinci[60]
- Brittany Murphy, I.A Aliena, Surveyor e Commando in Command & Conquer 3: Tiberium Wars[61]
- Comandante Emerson in Crysis Warhead[62]
- Spettro/Angelo in Dangerous Heaven: La leggenda dell'Arca[63]
- Sylan e Original Cindy in Dark Angel[64]
- Exo Femminile in Destiny[65] e Destiny 2[66]
- Computer, Theresa Chasar e Anime Dannate in Doom 3[67]
- Elizabeth McNeil e Computer in Doom 3: Resurrection of Evil[68]
- Theresa, Sussurro e Rosaspina in Fable - The Lost Chapters[69]
- Alicia Masters in I Fantastici 4[70]
- Ellie e Tapiri in L'era glaciale 2 - Il disgelo[71]
- Janine Melnitz in Ghostbusters: Il videogioco[72]
- Fred Weasley in Harry Potter e la pietra filosofale[73], Harry Potter e la camera dei segreti[74] e Harry Potter e il prigioniero di Azakaban[75]
- Rianna in Homefront[76]
- Sarah Handley in Homefront: The Revolution[77]
- Lina Schiller, Celia Hills e Suzette Hartland in Inazuma Eleven 2[78]
- Celia Hills, Luca, Suzette Hartland, Lina Schiller e Signora Evans in Inazuma Eleven 3[79]
- Celia Hills, Lina Schiller e Hector Helio in Inazuma Eleven Strikers[80]
- Mamma, Menyu, Nay, Sacerdotessa, Miao e Musicista in Egypt Kids (2001)[81]
- Verhilla in Imperivm: La guerra gallica (2002)[82]
- Rayne di BloodRayne (2002)[83]
- Tommy in 20.000 leghe sotto i mari (2003)[84]
- Conrad Walden in Il gatto e il cappello matto (2003)[85]
- Capitano Hershey in Judge Dredd: Dredd vs Death (2003)[86]
- Catriona, Sacerdotessa e Valchiria in Imperivm: Le grandi battaglie di Roma (2004)[87]
- Rusty in Duel Masters (2004)[88]
- Lana Lei in Death by Degrees (2005)[89]
- Donna Madsen in 24: The Game (2006)[90]
- Maria Kane in Just Cause (2006),[91] Just Cause 2 (2010)[92]
- Cittadini in Imperivm: Civitas (2006)[93]
- Rachel Parker in Resistance: Fall of Man (2006),[94] Resistance: Retribution (2009)[95]
- Saphira in Eragon (2006)[96]
- Flora Reinhold ne Il professor Layton e lo scrigno di Pandora (2007) e Il professor Layton e il futuro perduto (2008)
- Nelly Raimon e Todd Ironside in Inazuma Eleven (2008)[97]
- Rosa Grims in Il professor Layton e il richiamo dello spettro (2009)[98]
- Alma in Arcania: Gothic 4 (2011)[99]
- Tiny Tina in Borderlands 2 (2012),[100] Borderlands: The Pre-Sequel (2014)[32] Borderlands 3 (2019)[101]
- Karima in Borderlands 2 (2012)[100]
- Misty in Call of Duty: Black Ops II (2012)[102], Call of Duty: Black Ops IIII (2018)
- Monaca in Diablo III (2012)[103] e Diablo III: Reaper of Souls (2014)[103]
- Rachel in Il professor Layton e l'eredità degli Aslant (2013)[104]
- Voce narrante in Stronghold Crusader II (2014)[105]
- Alexis Kwanin Tom Clancy's The Division (2016)[106]
- Echo in Overwatch (2016),[107] Overwatch 2 (2022)[108]
- Rebecca Thane in Mirror's Edge Catalyst (2016)[109]
- Masa Kadlek in Deus Ex: Mankind Divided (2016)[110]
- Reyna Diaz in Gears of War 4 (2016)[111] e Gears 5 (2019)[112]
- Venditrice di mappe in Dead Rising 4 (2016)[113]
- Marea in Horizon Zero Dawn (2017)[114]
- Catwoman in Injustice 2 (2017)[115]
- Garland King in Just Cause 4 (2018)[116]
- Tenente Crawford in Days Gone (2019)[117]
- Sindel in Mortal Kombat 11 (2019),[118] Mortal Kombat 1 (2023)[119]
- Protagonista femminile in Remnant: From the Ashes (2019),[120] Remnant 2 (2023)[121]
- Comandate Ellen Ford in Remnant: From the Ashes (2019)[120]
- Regina Reyna in Gears 5 (2019)[112]
- Voce femminile tutorial minigiochi in 51 Worldwide Games (2020)[122]
- Hyrrokkin in Assassin's Creed: Valhalla (2020)[123]
- Sidon bambino in Hyrule Warriors: L'era della calamità (2020)[124]
- IA Arasaka in Cyberpunk 2077 (2020)[125]
- Kamau, Bond in New World (2021)[126]
- Wonder Woman in MultiVersus (2021)[127]
- Mamma Pig, Danny Cane e Polly il Pappagallo in My Friend Peppa Pig (2021)[128]
- Janeway in Star Trek: Prodigy Supernova (2022)[129]
- Ignatia Wildsmith in Hogwarts Legacy (2023)[130]
- Avatar femminile in Wild Hearts (2023)[131]
- Tove in Diablo IV (2023)[132]
- Zendara in Immortals of Aveum (2023)[133]
- Wonder Woman in Suicide Squad: Kill the Justice League (2024)[134]
- Rachel Parker in Resistance: Fall of Man (2006)[135]